# Islas Jazar
Las 'islas Jazar (en azeri:Xəzər Adalari) será un archipiélago de islas artificiales ubicadas a unos 25 kilómetros al sur de Bakú, capital de Azerbaiyán. Inicialmente se planea que constara de un conjunto de 41 islas que se extenderán alrededor de 30 km².

## Descripción General
Avesta, la compañía responsable del desarrollo de las islas, espera poder realizar la construcción de la ciudad para albergar a 1 millón de habitantes, contendrá 150 escuelas, 50 hospitales y centros de día, numerosos parques, centros comerciales, centros culturales, campus universitarios, un Fórmula 1 calidad hipódromo y la Torre Azerbaiyán (se espera que sea el más alto del mundo). 
Todas estas instalaciones están previstas para ser capaz de soportar hasta terremotos de 9.0 magnitud.El presidente del Grupo de Avesta de Empresas, Ibrahim Ibrahimov, dijo a periodistas que los inversores americanos, turcos, árabes y chinos ya han mostrado su interés en el proyecto, que será, según sus palabras, como una "nueva Venecia". El proyecto está programado para ser completado entre 2020 y 2025.